# Tijdmachine (Clouseau)
Tijdmachine is een nummer van de Belgische band Clouseau uit 2019. Het is de eerste single van hun dertiende studioalbum Tweesprong.
Zoals de titel al aangeeft, gaat het nummer over een tijdmachine. “Ideaal om dingen uit het verleden waarover je spijt hebt, opnieuw te doen. Alleen hebben we zelfs zo geen dingen uit ons eigen leven, want meestal zijn dat net de dingen die je slimmer maken”, aldus gitarist Kris Wauters. Het nummer werd een bescheiden hitje in Vlaanderen, waar het de 23e positie behaalde in de Vlaamse Ultratop 50.